# Vanessa Morgan
Vanessa Morgan Mziray (Ottawa, 23 marzo 1992) è un'attrice e cantante canadese.
Vanessa Morgan è nota per aver interpretato la protagonista in The Latest Buzz, per il film Harriet the Spy e per essere stata la protagonista della serie La mia babysitter è un vampiro. Dal 2017 interpreta Toni Topaz nella serie televisiva Riverdale.

## Biografia
Vanessa è nata a Ottawa, in Ontario. Sua madre è scozzese e suo padre è tanzaniano. Vanessa ha vinto il concorso Junior Miss America 1999, si è diplomata presso il Colonel By Secondary School nel 2010 e ha studiato filosofia alla Queen's University.
Il 4 Gennaio 2020 ha sposato il giocatore di baseball Michael Kopech; il 19 giugno, pochi giorni dopo l'annuncio della gravidanza di Vanessa, il marito ha presentato istanza per il divorzio, che verrà poi ufficializzato l'anno successivo.
Il 29 gennaio 2021 ha dato alla luce il suo primo figlio di nome River. Nel 2024 da alla luce una figlia avuta dal cestista canadese James Karnik. Il 24 dicembre 2024 annuncia ufficialmente la sua relazione con James Karnik.

## Carriera

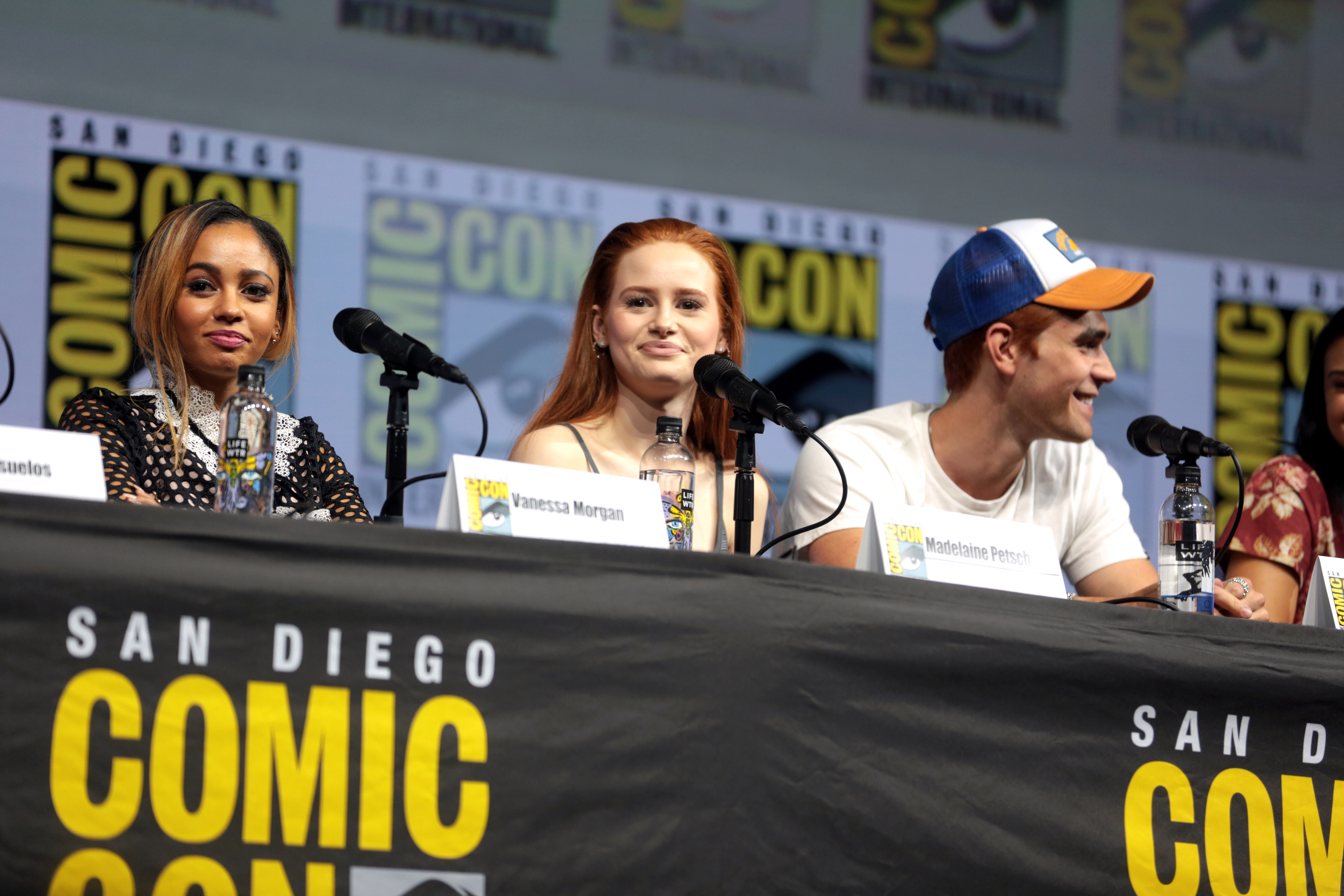
Vanessa Morgan, Madelaine Petsch e KJ Apa al Comic Con 2018

Vanessa inizia la sua carriera d'attrice nel 2000 partecipando a A Diva's Christmas Carol, dopo di che nel 2008 prende parte alla serie televisiva, trasmessa anche in Italia su Disney Channel, The Latest Buzz, dove la Morgan interpreta il ruolo di Amanda Pierce.
Nel 2009 partecipa a Frankie and Alice. Nel 2010 partecipa a due film per la televisione, Harriet the Spy e La mia babysitter è un vampiro e parteciperà ad A.N.T. Farm - Accademia Nuovi Talenti come ospite speciale.
Dal 2017 interpreta il personaggio di Toni Topaz nella serie televisiva della The CW, Riverdale.

## Filmografia

### Cinema
- Frankie & Alice, regia di Geoffrey Sax (2010)
- La mia babysitter è un vampiro (My Babysitter's a Vampire), regia di Bruce McDonald (2010)
- Pimp, regia di Christine Crokos (2018)

### Televisione
- A Diva's Christmas Carol, regia di Richard Schenkman – film TV (2000)
- The Latest Buzz – serie TV, 67 episodi (2007-2010)
- Harriet the Spy (Harriet the Spy: Blog Wars), regia di Ron Oliver – film TV (2010)
- Regista di classe (Geek Charming), regia di Jeffrey Hornaday – film TV (2011)
- La mia babysitter è un vampiro (My Babysitter's a Vampire) – serie TV, 26 episodi (2011-2012)
- A.N.T. Farm - Accademia Nuovi Talenti (A.N.T. Farm) – serie TV, 4 episodi (2012)
- Degrassi: The Next Generation – serie TV, 2 episodi (2013)
- Saving Hope – serie TV, 1 episodio (2013)
- The Night Session – film TV (2014)
- Guilty at 17 – film TV (2014)
- Un'azienda per gioco (Some Assembly Required) – serie TV, 1 episodio (2015)
- Finding Carter – serie TV, 27 episodi (2014-2015)
- The Shannara Chronicles – serie TV, 10 episodi (2017)
- Riverdale – serie TV (2017-2023)
- Wild Cards - serie TV (2024-in corso)

## Programmi TV
- The Amazing Race Canada (2013)

## Riconoscimenti
- Teen Choice Awards
  - 2018 – Miglior Star Emergente in una serie TV per Riverdale

## Doppiatrici italiane
Nelle versioni in italiano dei suoi film, Vanessa Morgan è stata doppiata da:
- Eva Padoan in Degrassi: The Next Generation, A.N.T. Farm - Accademia Nuovi Talenti, Riverdale
- Letizia Scifoni in The Latest Buzz
- Benedetta Ponticelli in La mia babysitter è un vampiro
- Rossa Caputo in The Shannara Chronicles
- Lavinia Paladino in Margaux
- Veronica Puccio in Harriet, la spia: la guerra dei Blog